# 行星任务计划办公室
行星任务计划办公室（Planetary Missions Program Office）是美國國家航空暨太空總署（NASA）下辖的一个部门，总部设在马歇尔太空飞行中心，由该机构的科学任务理事会（SMD）所组成。继发现和新疆界项目办公室之后，该办公室于2014年设立，主要负责管理第三方机构中低成本的发现和新疆界任务，以及 NASA 专注于优先行星科学目标任务的太阳系探索项目。“发现”和“新疆界”计划分别于1992年和2001年设立，共启动了14项主要任务，另外还有两项任务则是在行星任务计划办公室的主持下启动。太阳系探测计划与该办公室一道设立，计划发射三次任务。

## 历史

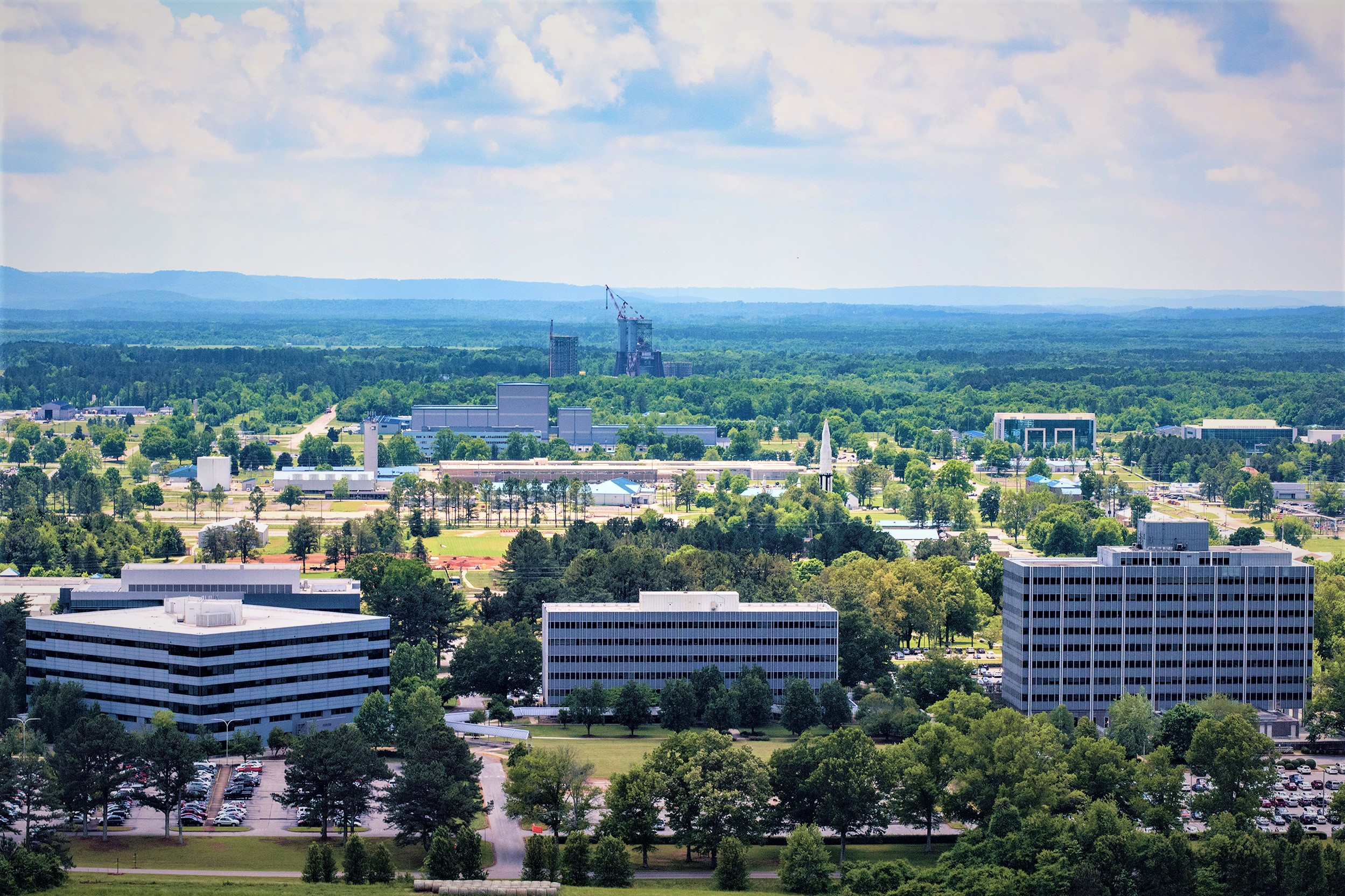
位于阿拉巴马州亨茨维尔马歇尔太空飞行中心的行星任务计划办公室所在地。

行星任务计划办公室成立于2014年末，是《2015年商业、司法、科学及相关机构拨款法案》（Commerce, Justice, Science, and Related Agencies Appropriations Act）通过后， NASA 实施的一系列变革之一，该法案批准为行星探测任务拨款14.38亿美元，以及奥巴马政府2016年联邦预算申请。该项目办公室取代了2004年成立的“发现与新疆界”项目办公室并入驻位于阿拉巴马州亨茨维尔马歇尔太空飞行中心的原总部。行星任务计划办公室接管了“发现与新疆界”计划以及当时尚未命名的计划：木卫二任务和 NASA 对欧洲空间局木星冰月探测器合作任务。2017年，该二项任务被命名为“太阳系探索计划”并包括了2016年末欧空局终止“小行星撞击与偏转评估联合任务”（AIDA）合作后， NASA 所保留原任务中的“雙小行星改道測試”（DART）部分。

## 计划

### 发现级
“发现计划”是1990年底设立的一项低成本、有限范围的太阳系探测任务计划，它承继了“行星观察者计划”的目标。20世纪80年代末， NASA 选择了昂贵且更具雄心的任务来推进他们的目标，包括乔治·赫伯特·沃克·布什政府制定的建造自由号空间站和载人探索月球和火星的计划。然而，持续的成本超支和缺乏国会的支持，导致了任务项目小型化的趋势。 NASA 太阳系探索处（SSED）最初提议在行星探索者计划之后设立一项小型无人任务的新计划，根据探索者项目管理员汤姆· 克里米吉斯（Tom Krimigis）的建议，决定将其建立在探索者计划基础上，虽然受当时预算的困扰，大多数人对此均抱怀疑，但此模式下的计划得到了时任 NASA 局长丹尼尔·索尔·戈尔丁（Daniel S.Goldin）的支持，并在1992年获得国会正式批准。
喷气推进实验室和应用物理实验室发现，原先的一项行星观测计划任务—会合-舒梅克号在被重新划归到发现计划中后，任务执行预算将比原计划更低廉，其最终任务成本将只需2.24亿美元；而随着火星观测者旗舰任务的取消，作为对太空探索倡议火星环境调查（MESUR）项目削减计划的一部分，火星探路者也被重新分配到发现计划中。会合-舒梅克号和火星探路者分别于1996年2月和12月成功发射；前者在2000年2月实现了环绕爱神星轨道飞行；而后者登陆火星，并在1997年7月将首辆可运行的火星车旅居者号送上火星表面。继“会合-舒梅克号”和“火星探路者”之后，发现计划开始从来自第三方机构的提案中挑选未来任务，提案招标被称作“机会公告”（AOs）。通过机会公告先后选择了12项任务，最新的侦测任务露西号和灵神星号在经过三年竞逐后于2017年1月选定 。发现计划还主持“机会任务”（MOs），为非其他太空機構的任务开发仪器，如歐洲太空總署火星快车上的阿斯佩拉3号（ASPERA-3）仪器和印度空间研究组织钱德拉扬1号上的月球矿物测绘仪（M3）。机会任务最初是与机遇公告一道进行竞选，但自2009年来，就已作为“机会公告中的独立任务”（SALMONs）来评选。当前选定开发中的“第3号机会公告的独立任务”（SALMON-3），是 NASA 捐助日本宇宙航空研究开发机构火星卫星探测器上的一台仪器。
任务
- 会合-舒梅克号 –1996年发射，已完成–梅西尔德星和爱神星厄洛斯的飞越和轨道侦测[24]。
- 火星探路者 –1996年发射，已完成–进入、下降和着陆（EDL）以及在火星上演示探测车技术[25]。
- 月球勘探者 –1998年发射，已完成–月球表面构成、重力和磁场的研究[26]。
- 星尘号 –1999年发射，已完成 –1999年发射，维尔特二号彗星慧发采样返回[27]。
- 起源号 –2001年发射，已完成–取样返回舱撞击坠毁[28]。
- 轮廓号 – 2002年发射，失败–飞越侦测三颗彗星；发射失败[29][30]。
- 信使号 –2004年发射，已完成–水星轨道侦测[31]。
- 深度撞击 –2005年发射，已完成–对坦普尔1号彗星的撞击-飞越侦测[31]。
- 黎明号 – 2005年发射，已完成–对灶神星和谷神星轨道侦察[32]。
- 开普勒太空望远镜 –2009年发射，已完成–系外新行星的发现和观测[33]。
- 圣杯号 – 2011年发射，已完成–月球引力场研究[34]。
- 洞察号 – 2018年发射，运行中–对火星的地震学和地质学研究。[35]
- 露西号 – 2021年发射，运行中–飞越侦测一颗主带小行星和六颗木星特洛伊小行星，包括一个双星系统[17][18]
- 灵神星号 – 2022年发射，未来–灵神星的轨道侦测[17][18]。
- 真相号 – 2028年发射，未来–金星轨道侦测[36][37]。
- 达芬奇+ – 2029-2030年发射，未来–金星大气层探测器[36][38]。

### 新疆界级

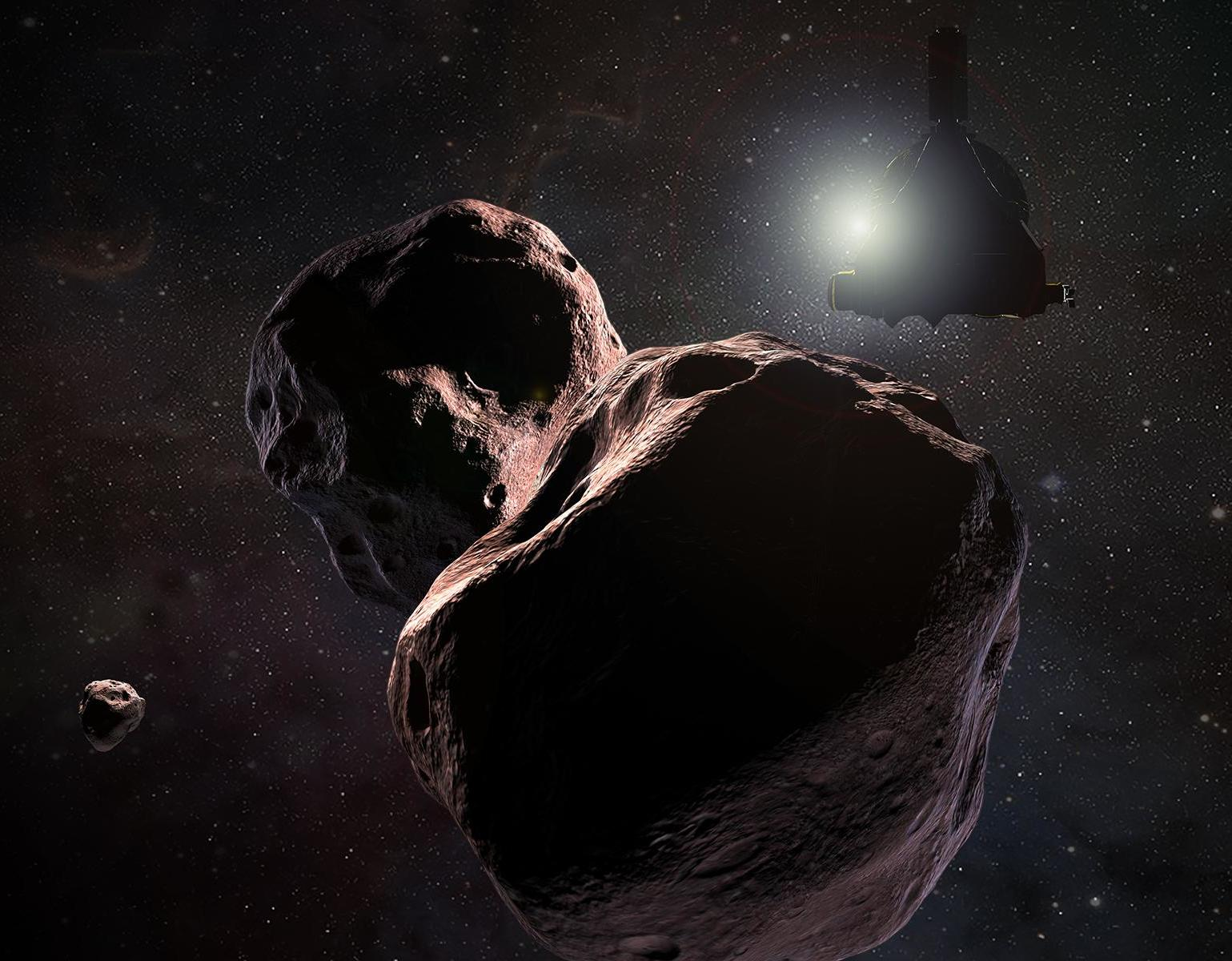
外行星/太阳探测计划取消后幸存的新视野号项目，成为新疆界计划的创始任务。

新疆界计划是已取消的外行星/太阳探测（OPSP）项目的后续计划，旨在启动木卫二轨道飞行器天体生物学任务、冥王星-柯伊伯快车侦测任务和太阳轨道器太阳物理学研究任务。为降低外行星/太阳探测计划不断增长的成本，冥王星-柯伊伯快车在2000年被时任科学任务主管的爱德华.韦勒（Edward J. Weiler）取消，随后他接受了替代任务的建议，并在发现计划的机会公告发布后进行了模拟评选。2001年11月，外行星/太阳探测计划选择了新视野号任务来替代冥王星-柯伊伯快车。但不久，乔治·布什总统任命肖恩·奥基夫（Sean O'Keefe）为新一任 NASA 局长。2002年2月，包括木卫二轨道飞行器、新视野号和太阳探测器在内的整个计划被肖恩·奥基夫取消。奥基夫指出，有必要对 NASA 及其项目进行调整，这与布什政府希望 NASA 聚焦“研发和解决管理缺陷”的愿望相一致。
新视野团队为任务的开发和拨款进行了成功的游说，在美国国家学院《2003-2013年行星科学十年调查》中该项目被名列榜首。韦勒和当时的太阳系探索部门主管柯林·哈特曼（Colleen Hartman）在2003年创建了新疆界计划，以帮助资助和启动新视野任务以及来自十年期调查中的未来建议。2006年1月20日，新视野号作为新疆界计划的首次任务发射升空，并在2015年7月成功完成对冥王星及其卫星的首次侦测。为进一步观察柯伊伯带天体（KBO），该探测器正在执行延伸任务，包括2019年1月飞越小行星阿罗科思。在首次新疆界计划提案招标中，朱诺号，一项调查木星内部的任务，击败从月采样返回的月升号任务而一举胜出，朱诺号于2011年8月5日发射升空，2016年7月抵达木星；2011年5月，奥西里斯-雷克斯小行星采样返回任务，力压月升号和维萨吉号提案，中选该计划第三次任务，它于2016年9月8日发射，并于2018年8月抵达近地天体贝努小行星。该计划的第四次任务是蜻蜓号，它将于2026年发射，2034年抵达土卫六。
任务
- 新视野号，2006年发射，运行中–飞越侦测冥王星和柯伊伯带天体[44]。
- 朱诺号，2011年发射，运行中–木星内部和磁层研究[55][65]。
- 奥西里斯-雷克斯，2016年发射，运行中–贝努小行星轨道侦测和取样返回[60]。
- 蜻蜓号，2027年发射，未来 -2034年抵达土卫六表面进行探索[64]。

### 太阳系探测

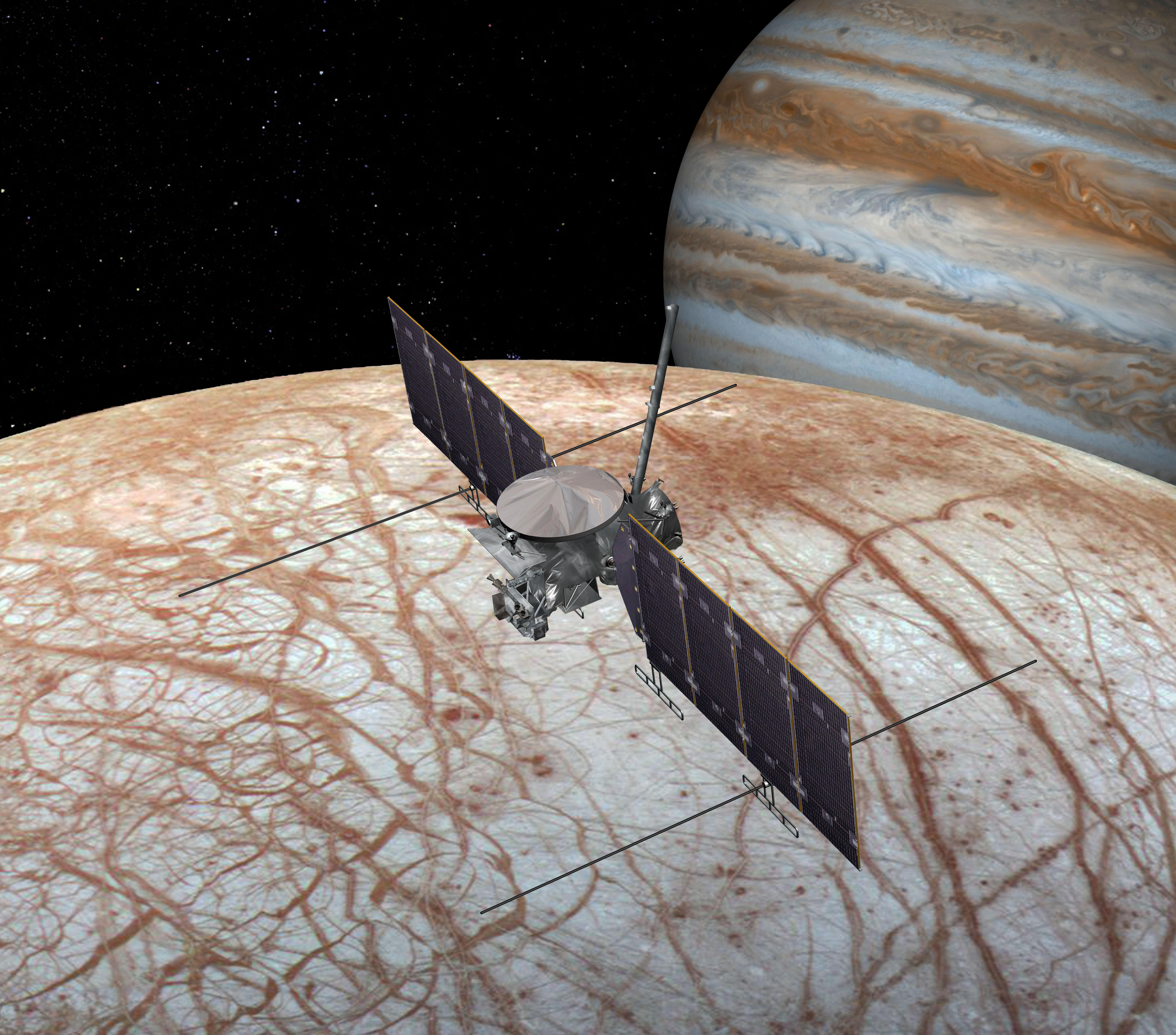
欧罗巴快船，太阳系探索计划的首批任务之一。

2014年末，太阳系探索计划与“执行优先级行星科学”的行星任务计划办公室一道成立。该计划的第一个任务为“雙小行星改道測試”（DART），是计划于2020年或2021年启动的以双小行星迪迪莫斯为目标的小行星偏转测试。双小行星重定向测试最初为“小行星撞击和偏转评估任务”（AIDA）的组成部分，旨在由欧空局的小行星撞击任务轨道器（AIM）观测其撞击，该轨道器将继续从轨道研究双小行星迪迪莫斯。然而，欧空局部长级理事会借预算问题取消了小行星撞击任务，以便为ExoMars 2020火星车项目提供资金。尽管小行星撞击和偏转评估任务被取消，但美国航天局仍致力于原来的计划，并选择继续执行其中的双星重定向测试部分任务。太阳系探索计划中的另两项木卫二天体生物学任务计划：“欧罗巴快船”计划于20世纪20年代初通过太空发射系统的首次货运飞行发射。欧空局研究木卫二、木卫三和木卫四的木星冰月探测器（JUICE）将使用由 NASA 制造、太阳系探测计划资助的紫外光谱仪（UVS）和粒子环境包（PEP）部分以及探测冰卫星的雷达（RIME）设备 。
任务
- 雙小行星改道測試（DART），2021年发射，运行中–在小行星迪迪莫斯的卫星上作撞击技术测试[75]。
- 木星冰月探测器，2022年发射，未来–木卫二、木卫三和木卫四天体生物学研究[74]。
- 欧罗巴快船，2024年发射，未来–木卫二地下海洋及宜居性研究[75]。

## 另请参阅
- 探索者计划
- 旗舰任务
- 火星探索计划
- 海洋世界探索计划